# Kabelsketal
Kabelsketal [kaˈbɛlskəˌtaːl] ist eine Einheitsgemeinde im Saalekreis in Sachsen-Anhalt. Sie entstand am 1. Januar 2004, zum damaligen Zeitpunkt noch als Teil der Verwaltungsgemeinschaft Kabelske-Tal, im Rahmen der Gemeindegebietsreform in Sachsen-Anhalt 2004/2005, aus dem freiwilligen Zusammenschluss der Gemeinden Dieskau, Dölbau, Gröbers und Großkugel.

## Geographie

### Lage
Kabelsketal liegt etwa 13 Kilometer südöstlich von Halle am östlichen Rand des Saalekreises und an der Landesgrenze Sachsen-Anhalt/Sachsen. Im Norden grenzt die Gemeinde an Landsberg im Saalekreis, im Westen an die Stadt Halle und im Süden an die Gemeinde Schkopau. Das Gemeindegebiet wird vom  Bach Kabelske, der zum Einzugsgebiet der Weißen Elster gehört, durchflossen, was namensgebend für die Gemeinde war.

### Gemeindegliederung
Das Gemeindegebiet umfasst folgende Ortschaften:
- Dieskau (3100 Einwohner) mit den Ortsteilen Dieskau und Zwintschöna
- Dölbau (1170 Einwohner) mit den Ortsteilen Dölbau, Kleinkugel und Naundorf
- Gröbers (2560 Einwohner) mit den Ortsteilen Benndorf, Gottenz, Gröbers, Osmünde und Schwoitsch
- Großkugel (2205 Einwohner) mit den Ortsteilen Beuditz und Großkugel

Der Sitz der Gemeindeverwaltung befindet sich in der Ortschaft Gröbers.

## Bevölkerung
| Jahr | Einwohner |
| ---- | --------- |
| 2006 | 9.045     |
| 2010 | 9.007     |
| 2015 | 8.767     |
| 2020 | 9.001     |

| Jahr | Einwohner |
| ---- | --------- |
| 2021 | 8.937     |
| 2022 | 8.800     |
| 2023 | 8.842     |
| 2024 | 8.859     |

Stand: 31. Dezember des jeweiligen Jahres (Angaben des Statistischen Landesamtes Sachsen-Anhalt), ab 2011 auf Basis des Zensus 2011, ab 2022 auf Basis des Zensus 2022

## Politik

### Gemeinderat
Der Gemeinderat von Kabelsketal besteht aus 20 Mitgliedern und dem Bürgermeister. Die Kommunalwahl am 9. Juni 2024 führte zu folgendem Ergebnis:
| Partei / Wählergruppe                | Stimmenanteil 2019 | Sitze 2019 |        | Stimmenanteil 2024 | Sitze 2024 |
| ------------------------------------ | ------------------ | ---------- | ------ | ------------------ | ---------- |
| AfD                                  | –                  | –          | 29,0 % | 6                  |            |
| CDU                                  | 32,1 %             | 6          | 22,5 % | 4                  |            |
| Unabhängige Wähler Kabelsketal (UWK) | 21,4 %             | 4          | 13,6 % | 3                  |            |
| Pro Kabelsketal                      | 12,5 %             | 3          | 13,1 % | 3                  |            |
| Die Linke                            | 20,7 %             | 4          | 08,4 % | 2                  |            |
| SPD                                  | 09,9 %             | 2          | 05,3 % | 1                  |            |
| Einzelbewerber Thomas Wahren         | –                  | –          | 04,2 % | 1                  |            |
| Bündnis 90/Die Grünen                | –                  | –          | 02,1 % | –                  |            |
| FDP                                  | 03,4 %             | 1          | 02,0 % | –                  |            |
| Insgesamt                            | 100 %              | 20         | 100 %  | 20                 |            |

### Bürgermeister
- 2004–2018: Kurt Hambacher[6]
- 2018–2025: Steffen Kunnig (parteilos)
- seit 2025: Martin Senkbeil (CDU)

Kunnig wurde in der Bürgermeisterstichwahl am 29. April 2018 mit 71,3 % der gültigen Stimmen gewählt.
Senkbeil wurde am 27. April 2025 bei einer Wahlbeteiligung von 12,9 % mit 100 % der gültigen Stimmen zu seinem Nachfolger gewählt. Seine Amtszeit beträgt sieben Jahre.

### Wappen und Flagge
Blasonierung: „In Grün über Gold talförmig erniedrigt geteilt, oben aus der Talmulde wachsend ein beidseits von je zwei pfahlweise gestellten, facettierten silbernen Würfeln mit dornspitz ausgezogenen Ecken begleiteter, dreiblättriger, bewurzelter goldener Eichenspross, unten ein blauer Wellenbalken.“
Die Farben der Gemeinde, abgeleitet von den Schildfarben, sind Gold und Grün. Die Gemeinde Kabelsketal führt eine gelb-grün (1:1) gestreifte (Längsform, Streifen senkrecht verlaufend) und mittig mit dem Gemeindewappen belegte Flagge.

## Sehenswürdigkeiten
Die Baudenkmale der einzelnen Ortsteile sind in der Liste der Kulturdenkmale in Kabelsketal eingetragen, die Bodendenkmale in der Liste der Bodendenkmale in Kabelsketal.

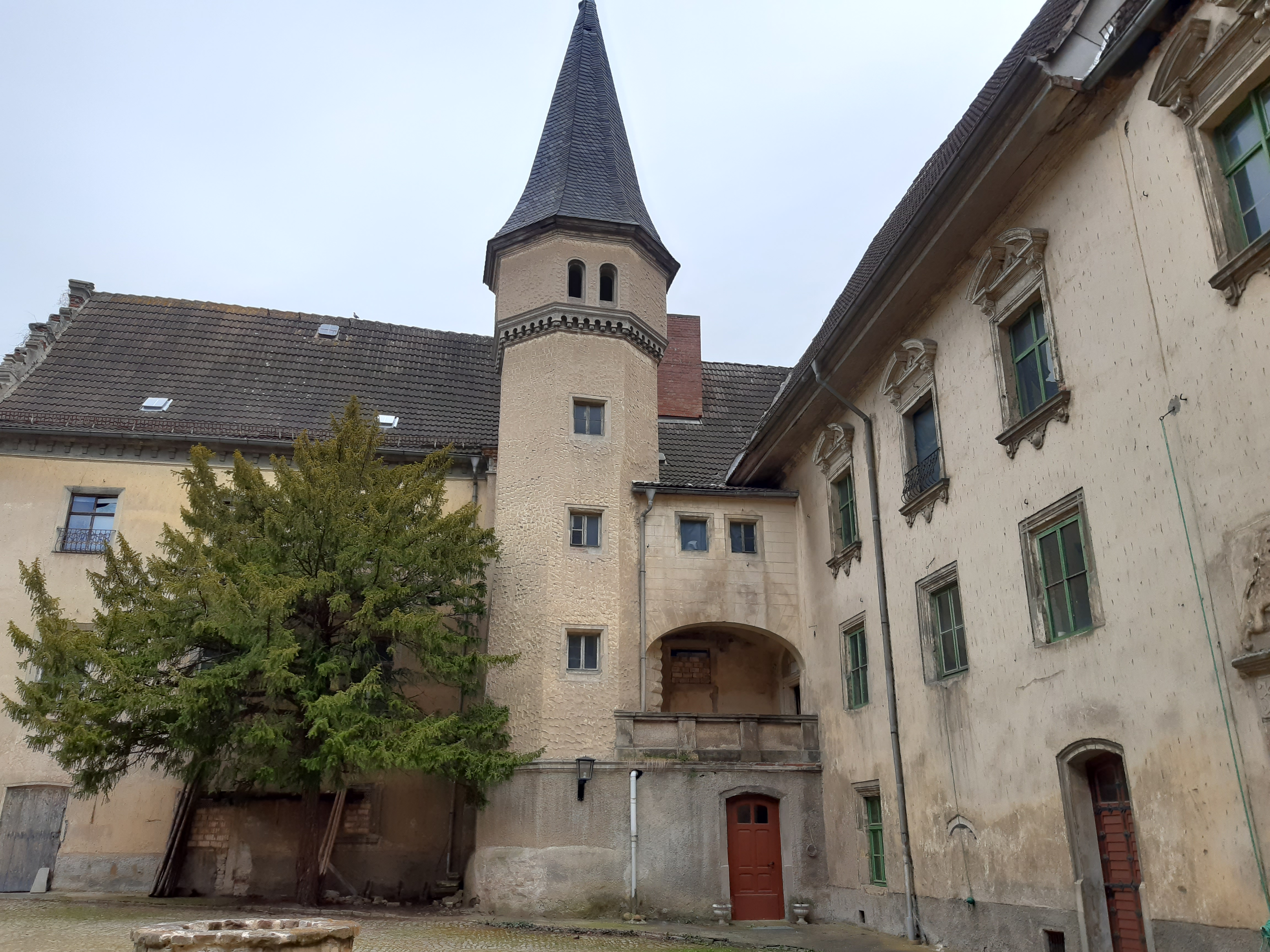
Schloss Dieskau

- Schloss und Schlosspark Dieskau, Teil des Netzwerkes Gartenträume Sachsen-Anhalt
- Villa Knauer
- Kirchen in Kabelsketal
  - Katholische St.-Marien-Kirche in Gröbers
  - Evangelische St.-Moritz-Kirche in Großkugel
  - Evangelische St. Petrus-, Paulus- und Ursula-Kirche in Naundorf
  - Evangelische St.-Petrus-Kirche mit eingestürztem Turm in Osmünde
  - Evangelische Sankt-Anna-Kirche in Dieskau

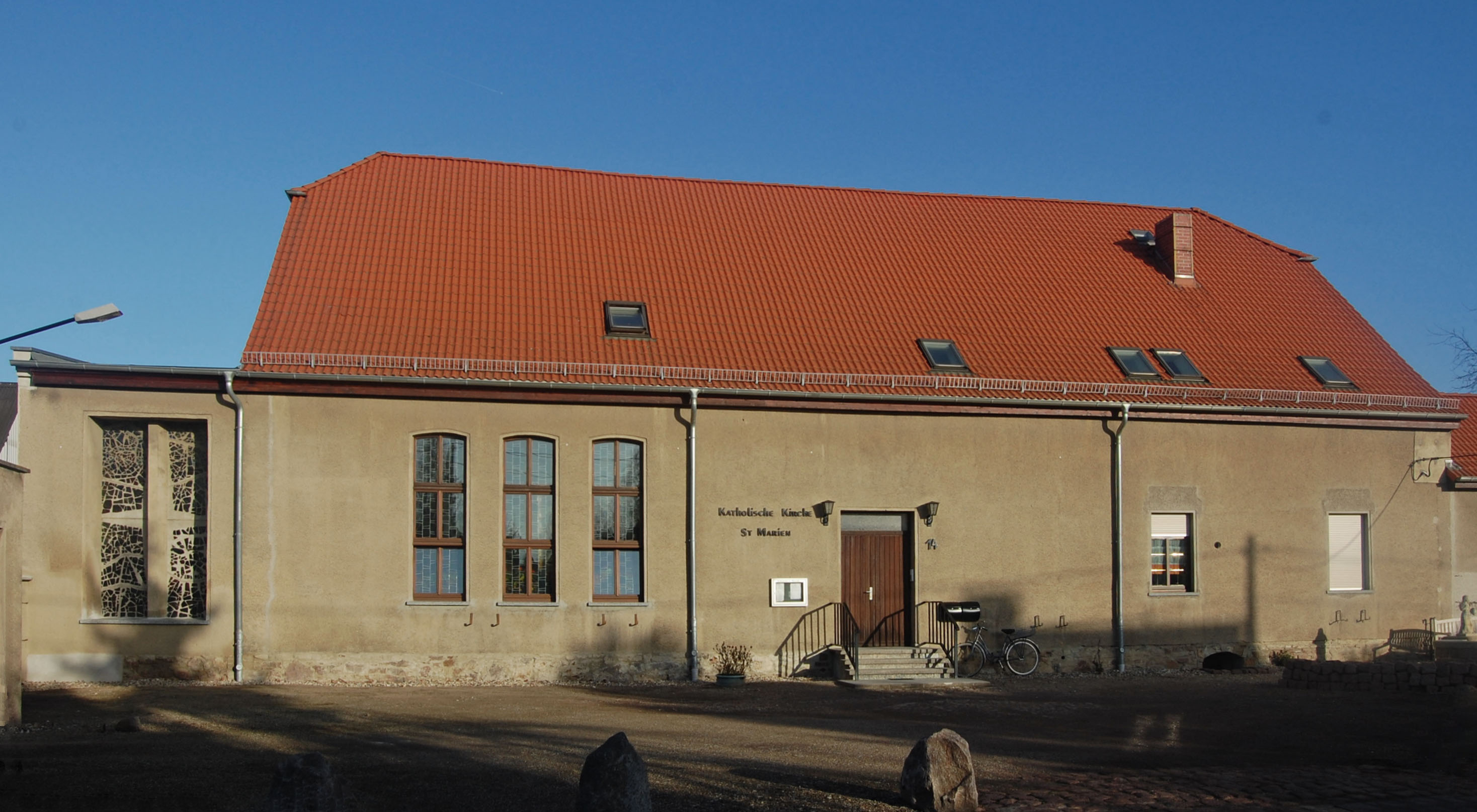
Kath. Sankt-Marien-Kirche in Gröbers
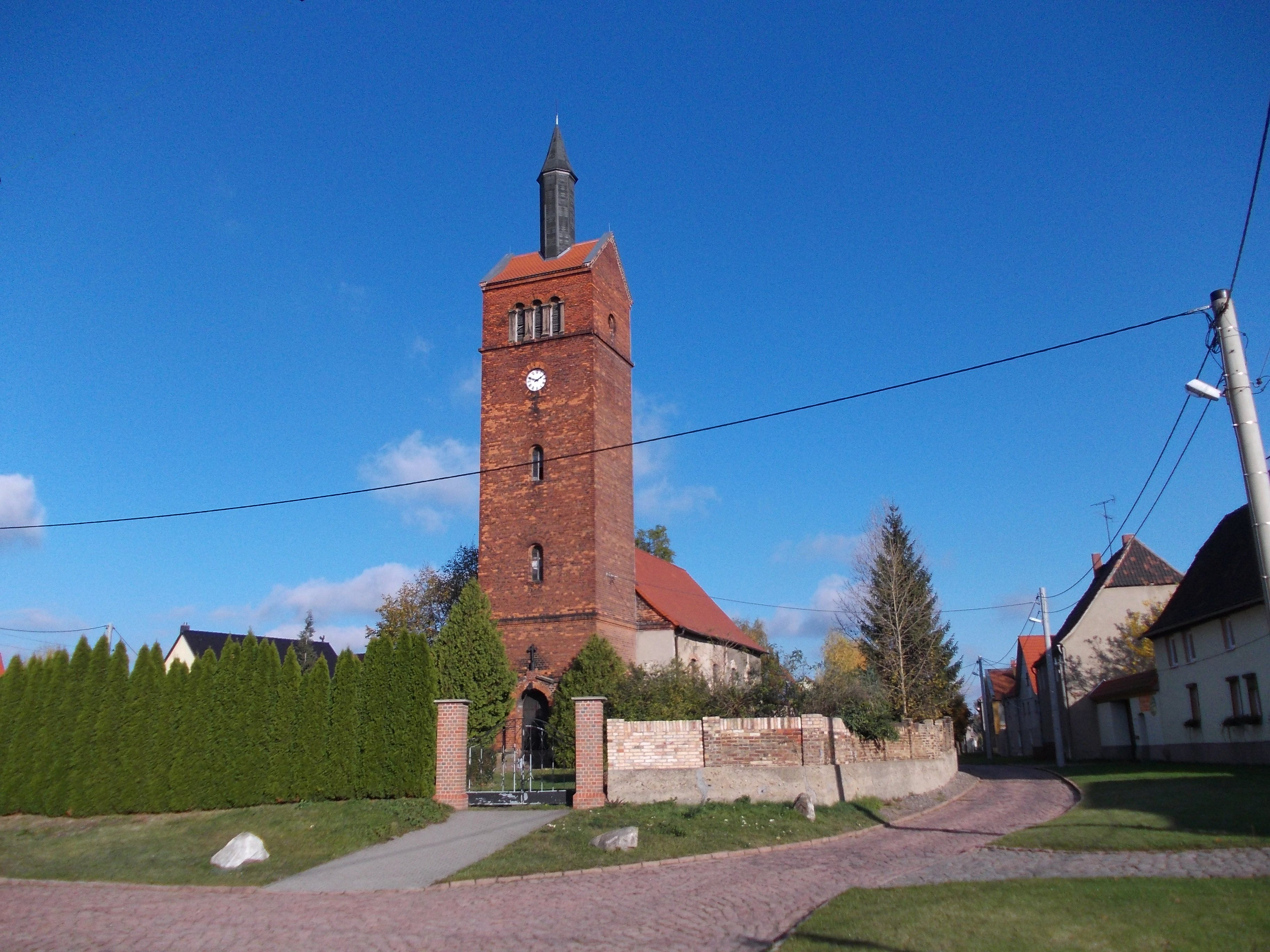
Kirche St. Moritz in Großkugel
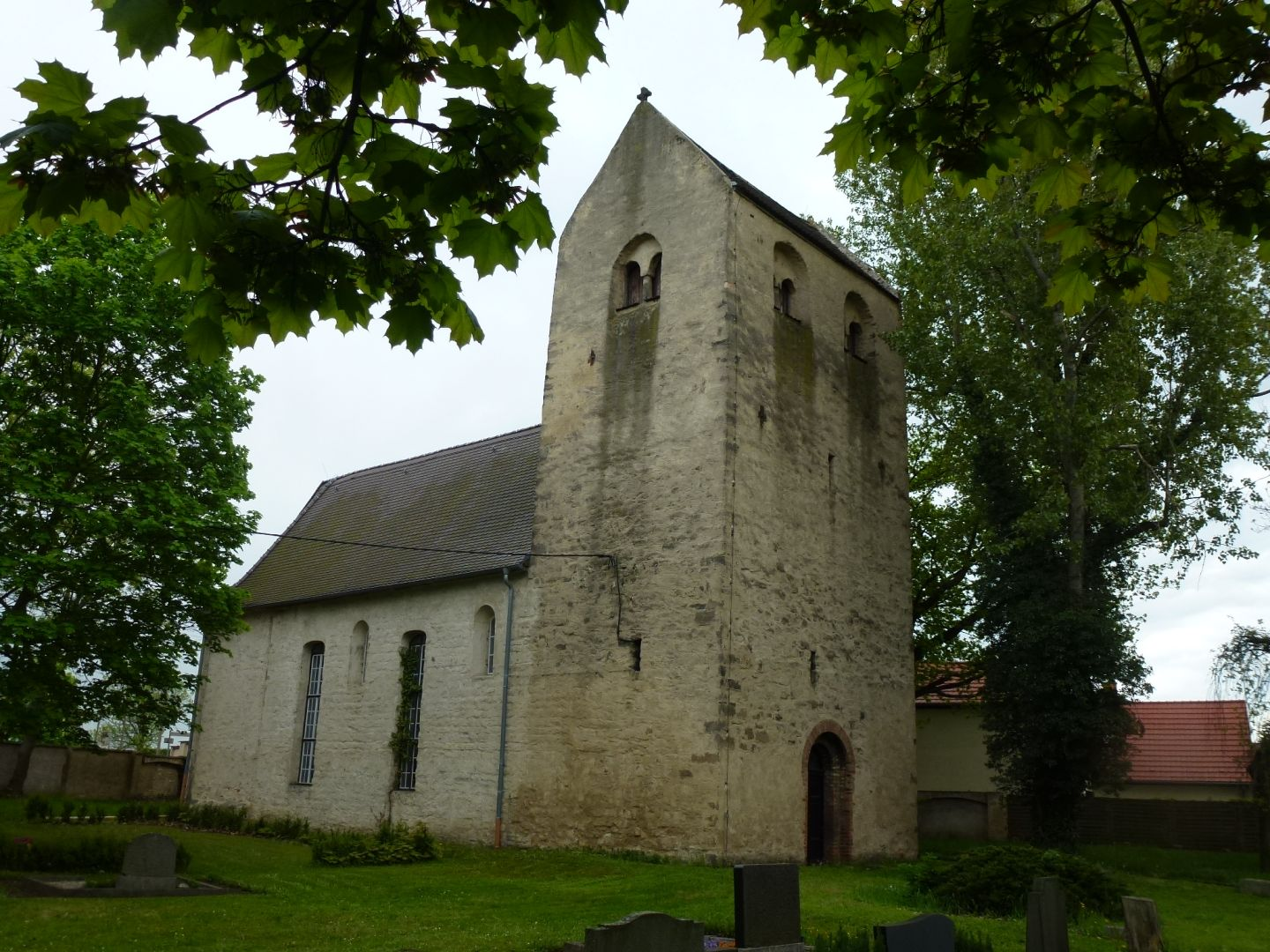
St. Petrus, Paulus und Ursula in Naundorf
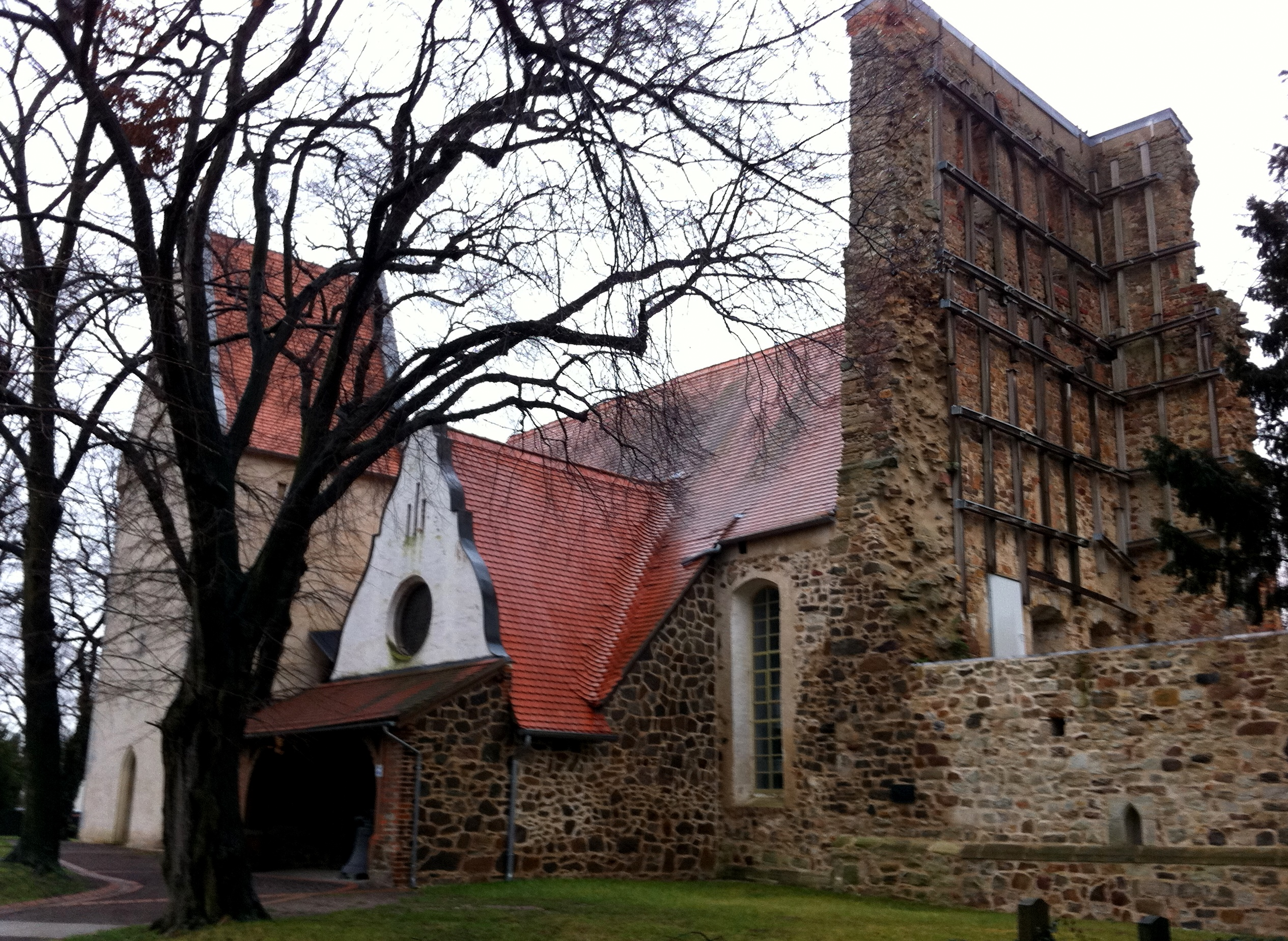
Sankt-Petrus-Kirche in Osmünde
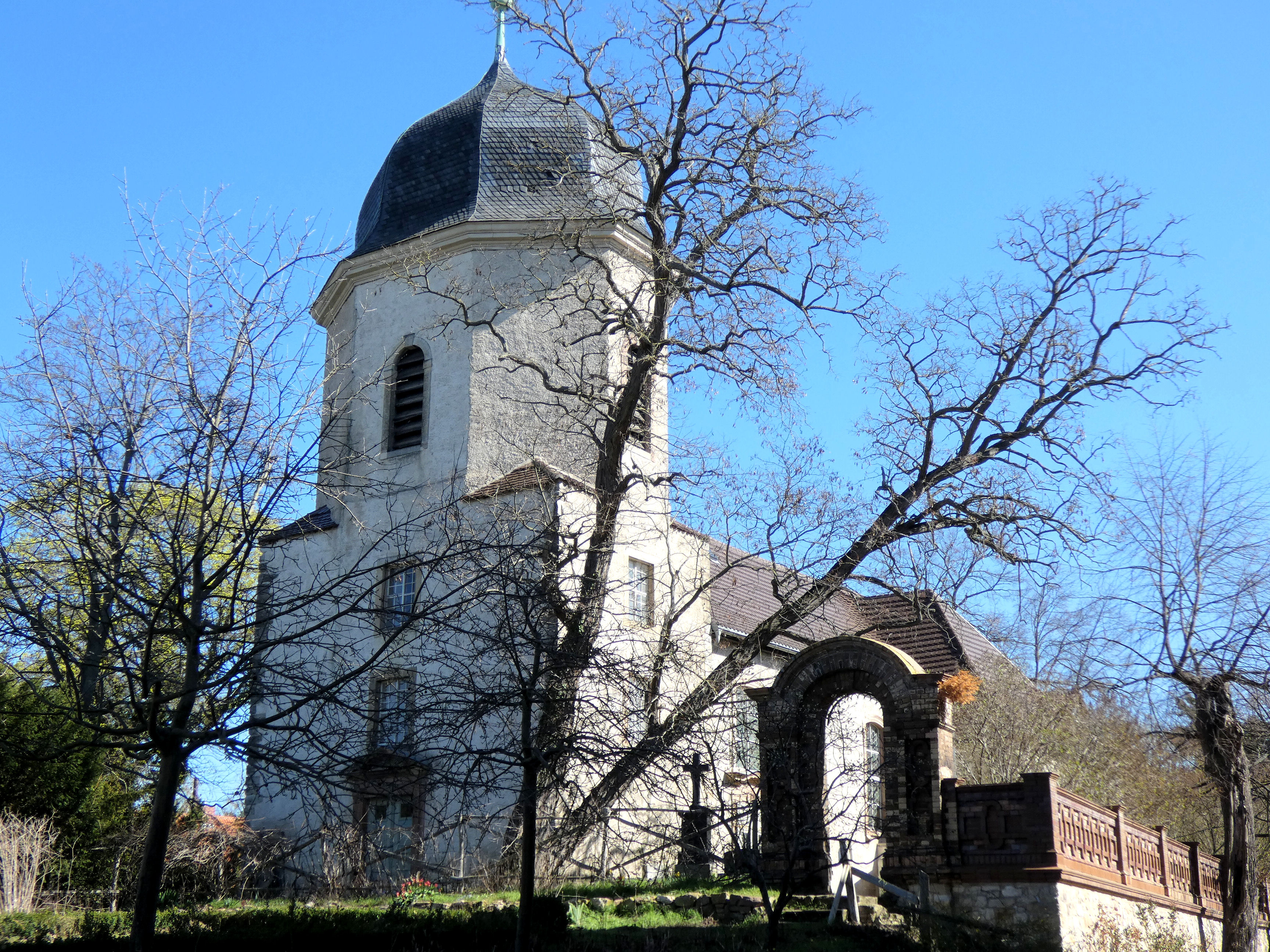
Kirche St. Anna in Dieskau

## Wirtschaft und Infrastruktur

### Unternehmen

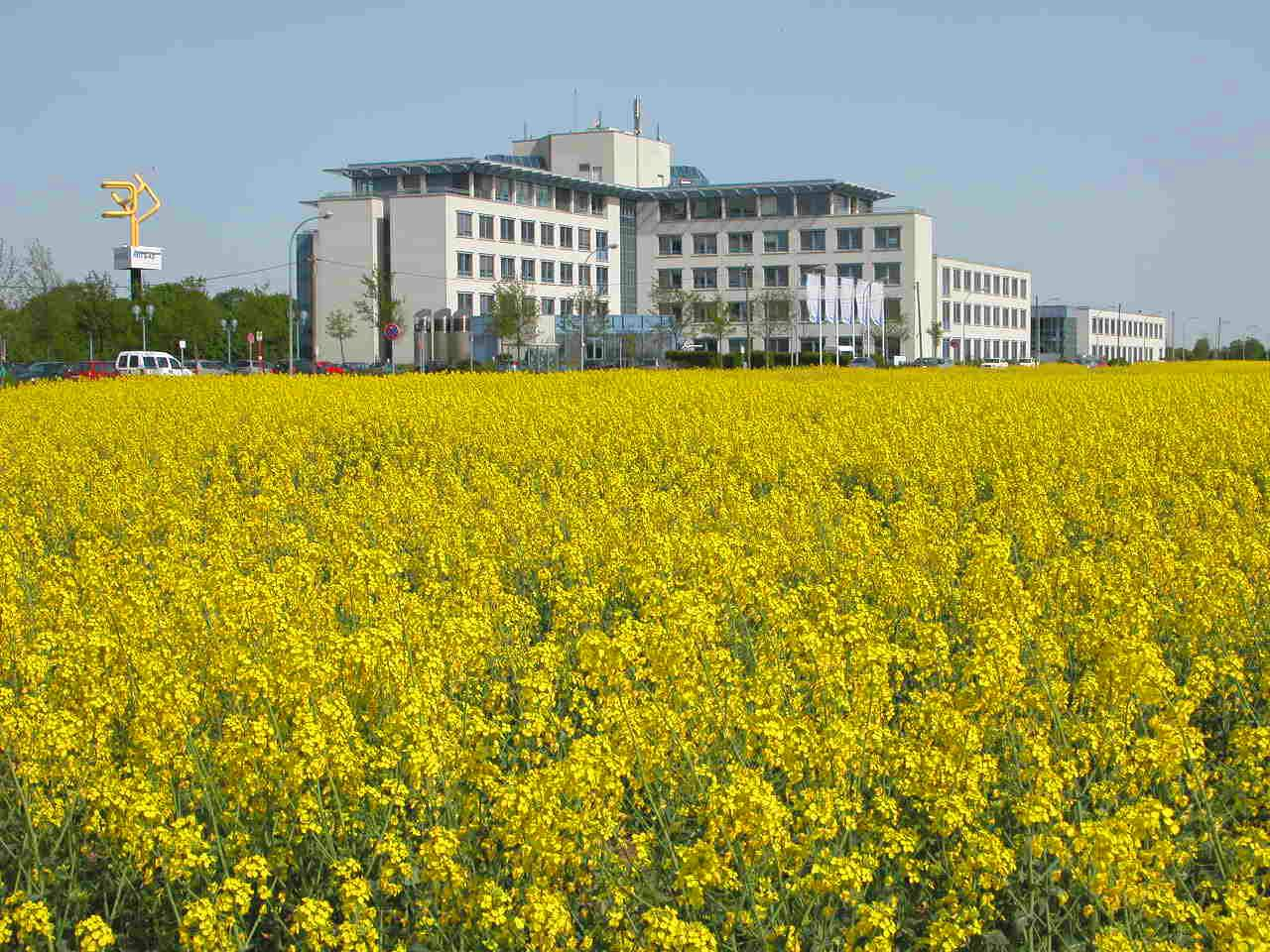
EnviaM-Gebäude in Gröbers

In der Gemeinde befinden sich mehrere Gewerbeparks. Vor allem wegen des nahe gelegenen Flughafens Leipzig/Halle sind zahlreiche Unternehmen der Logistikbranche, wie beispielsweise General Logistics Systems und Kraftverkehr Nagel, in Kabelsketal angesiedelt. Des Weiteren haben sich in der Gemeinde regionale Unternehmen niedergelassen. Zudem befinden sich hier die Hauptproduktionsstätte des Modul- und Systemgebäudeherstellers der Kleusberg-Gruppe, ein Kundenservicecenter der Vodafone Deutschland GmbH mit etwa 600 Mitarbeitern und den neuen Produktionsstandort der Firma Enka Tecnica, ein Tochterunternehmen der Reifenhäuser-Gruppe. Direkt an der A 14 in Gröbers befinden sich zwei Gebäude der EnviaM-Gruppe mit der Hauptverwaltung der Mitteldeutschen Gasversorgung GmbH (MITGAS) mit mehr als 400 Mitarbeitern sowie der Mitteldeutschen Netzgesellschaft Strom mbH MITNETZ STROM und der Mitteldeutschen Netzgesellschaft Gas mbH.

### Verkehr
In Kabelsketal kreuzen sich die Neubaustrecke Erfurt–Leipzig/Halle und die Bahnstrecke Magdeburg–Leipzig. An dieser liegt die Station Großkugel, über die mit der S 3 die Gemeinde an die S-Bahn Mitteldeutschland angebunden ist. In der Nähe liegt ebenfalls der Bahnhof Flughafen Leipzig/Halle, der von der S5 sowie der S5X und Fernverkehrszügen bedient wird.
Die Gemeinde liegt unmittelbar an der B 6, die durch den Ortsteil Gröbers führt, sowie an der A 9 mit der Anschlussstelle 16 Großkugel und der A 14 mit der Anschlussstelle 19 Gröbers. Wenig östlich kreuzen sich diese Autobahnen im Schkeuditzer Kreuz.
Der Flughafen Leipzig/Halle befindet sich etwa vier Kilometer östlich der Gemeinde.

### Öffentliche Sicherheit und Brandschutz
Polizei
In Kabelsketal befindet sich auf dem Gelände der Freiwilligen Feuerwehr Dieskau-Zwintschöna eine Polizeiwache, die im Rahmen der Polizeistrukturfortentwicklung in Kabelsketal seit Oktober 2014 mit zwei Regionalbereichsbeamten (RBB) besetzt ist. Zu den Aufgaben der Regionalbereichsbeamten gehört die Präventionsarbeit, Verkehrserziehung an den Schulen sowie die Problemlösung durch reguläre Polizeiarbeit. Darüber hinaus stehen sie in regelmäßigem Kontakt zu verschiedenen Vereinen und Organisationen und unterstützen diese. Die RBB halten in den vier Ortschaften regelmäßige Bürgersprechstunden ab. Ergänzend zu den RBB sind rund um die Uhr Polizeibeamte des Polizeirevier Saalekreis im Dienst, die auf Notrufe reagieren und polizeiliche Maßnahmen bei Verkehrsunfällen und Straftaten durchführen.
Feuerwehr
Die Dörfer im heutigen Kabelsketal mussten sich im 18. und 19. Jahrhundert gemäß des königlich-preußischen Reglements für das platte Land des Herzogtums Magdeburg vom 18. Januar 1772 mit anderen Saalkeisdörfern zu einer Spritzen-Assoziation zusammenschließen. So gehörten Zwintschöna mit Reideburg, Schönnewitz, Krondorf, Büschdorf, Diemitz und Kanena zur Assoziation VI. Kleinkugel, Benndorf, Bennewitz, Osmünde, Gottenz, Schwoitsch, Großkugel und Gröbers gehörten zur Assoziation VII. Dieskau mit Pritschöna, Wesenitz, Lochau, Döllnitz, Osendorf und Bruckdorf gehörten zur Assoziation VIII.
Die Anschaffung einer ersten Feuerspritze und die Errichtung eines Spritzenhauses ist beispielsweise für die damalige Gemeinde Osmünde im Jahr 1801 belegt. Im Jahr 1809 sind dort zudem erste organisierte Feuermänner schriftlich nachgewiesen:

„Zu Weihnachten hat die Gemeinde im voraus bezahlt 2 Taler 8 Sgr., davon habe ich für die Feuermänner 1 Taler 20 Sgr. Bezahlt.“

Im Jahr 1829 wurde eine erste Feuerspritze für Großkugel und 1862 für Beuditz angeschafft. Nach Auflösung der Spritzen-Assoziationen bildeten die Gemeinden Bruckdorf und Kanena bis 1878 mit Kleinkugel und Zwintschöna einen Spritzenverband, der aufgrund der Anschaffung eigener Feuerspritzen 1878 aufgelöst wurde. Seit mindestens 1904 existierten verschiedene Pflichtfeuerwehren in den damaligen Gemeinden. Ab 1907 und bis 1936 wurden die Freiwilligen Feuerwehren der heutigen in Kabelsketal liegenden Dörfer gegründet. Daneben existierte ebenfalls eine Grubenwehr der Chemischen Fabrik Buckau in Gröbers.
Der Brandschutz in der Gemeinde Kabelsketal wird durch die sechs Freiwilligen Feuerwehren (FF) der Gemeindefeuerwehr Kabelsketal sichergestellt:
| Standort               | gegründet                                                                                          | Mitglieder |
| ---------------------- | -------------------------------------------------------------------------------------------------- | ---------- |
| FF Dieskau-Zwintschöna | FF Dieskau 1934 FF Zwintschöna 1. November 1930, Neugründung 18. November 1952                     | 15         |
| FF Dölbau              | FF Kleinkugel 26. November 1935 FF Naundorf-Dölbau 1936 Auflösung 1990, Neugründung 1. Januar 1998 | 30         |
| FF Gröbers             | 1931                                                                                               | 15         |
| FF Großkugel           | 26. Mai 1927                                                                                       | 24         |
| FF Osmünde             | 1934                                                                                               | 20         |
| FF Schwoitsch          | 1926                                                                                               | 15         |

Insgesamt haben die Feuerwehren in Kabelsketal etwa 120 Einsatzkräfte in den aktiven Einsatzabteilungen. Den Freiwilligen Feuerwehren sind jeweils eine Jugendfeuerwehr und eine Kinderfeuerwehr sowie eine Alters- und Ehrenabteilung angegliedert.

## Persönlichkeiten

### Söhne und Töchter der Gemeinde
- Dorothea Händel (geb. Taust) (1651–1730), Mutter des Komponisten Georg Friedrich Händel, in Dieskau geboren
- Carl von Dieskau (1679–1744), Herr auf Dieskau, Lochau und Trebsen, in Dieskau geboren
- August Dieskau (1805–1889), Kunstgärtner, in Dieskau geboren
- Franz Heyne (1812–1886), Pädagoge und evangelischer Theologe, in Naundorf geboren
- Otto Schmeil (1860–1943), Biologe und Pädagoge, Reformator des biologischen Unterrichts, in Großkugel geboren
- Erhard Stollberg (* 1943), Landtagsabgeordneter (CDU), in Zwintschöna geboren
- Bernd Hobsch (* 1968), Fußballspieler, in Großkugel geboren

### Weitere Persönlichkeiten
- Hieronymus von Dieskau (1591–1641), Herr auf Benndorf
- Carl von Dieskau (1653–1721), Herr auf Dieskau und Lochau
- August Ferdinand Wäldner (1817–1905), Orgelbauer, Erbauer der Orgel in der Kirche Naundorf
- Reinhard Radsch (* 1955), DDR-Oberliga-Fußballer, lebt in Kleinkugel